# Banda Simfònica de Badalona

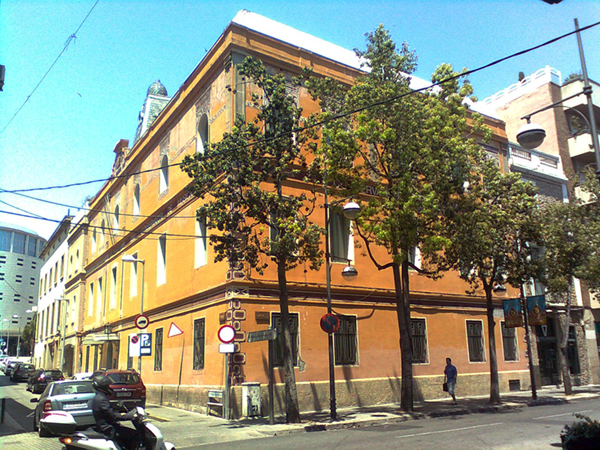
El Conservatori Professional de Música de Badalona.

La Banda Simfònica de Badalona és una banda de música, una entitat cultural sense ànim de lucre vinculada al Conservatori Professional de Música de Badalona tot i que es gestiona de manera autònoma. Compleix amb un programa pedagògic perquè molts dels membres que en formen part són estudiants. El director titular de la formació és el mestre Miquel Arrué i la directora assistent, Maria Salat. La Banda Simfònica ha esdevingut un dels referents musicals de Badalona.

## Història

### Origen
Els orígens de la Banda es remunten a la dècada del 1980, al barri de Sant Crist, on es va fundar com la Banda de Música de l'Associació de Veïns de Sant Crist de Can Cabanyes. Era una petita banda formada per alumnes de l'escola de la mateixa banda i es va convertir en una oportunitat perquè entressin en contacte amb la música. Molts dels membres que hi havia des de l'inici van continuar en el món de la música i van estudiar al Conservatori de Badalona i, actualment, alguns d'ells es dediquen a la música de manera professional.
L'any 1995 la banda va iniciar un procés de transformació que la va portar a canviar la seva denominació per la de Banda de Música de Badalona, en un intent d'obrir-se a la resta de la ciutat i donar-se a conèixer. Tot i així, l'element definitiu de transformació va ser la presa de direcció de la banda per part de Manel Barea a partir del 9 de juliol de 2000, que va transformar la banda, finalment, en una eina cultural al servei de la ciutat, amb l'objectiu de facilitar l'accés a la música a tothom. Sota la seva direcció, la rebatejada Banda Simfònica de Badalona ha anat creixent tant pel que fa al nombre de components, la qualitat musical i el nombre de concerts, com també a la quantitat de públic que atreu.

### A partir del 2000
A partir d'aquesta nova etapa, la Banda va establir la seva seu social i els llocs d'assaig al Conservatori. Es va donar l'oportunitat als músics del Conservatori que ho desitgessin de fer una assignatura de conjunt instrumental que fos la mateixa Banda. Tot plegat ha acabat situant la Banda Simfònica de Badalona com una de les millors bandes no professionals de tot Catalunya.
Al llarg dels anys la Banda ha ofert tota una sèrie de concerts de manera regular com el de carnaval (al Teatre Principal), el de Santa Cecília (al Teatre Zorrilla) i el de les Festes de Maig de Badalona (a la plaça de la Plana), amb una gran afluència de públic. Actualment ja no duen a terme el concert de carnaval, però participen en altres projectes diversos. A més, la formació també ha estat convidada a fer concerts a altres països com Alemanya i França. El 2001 fa fer una actuació en benefici de l'associació de familiars d'Alzheimer, el 2003 va participar en un concert en benefici de La Marató de TV3 i el 2016 va actuar amb Obeses.

### Premis
El 30 de març de l'any 2008, la Banda va participar en el LX Certamen Nacional de Bandes de Música Ciutat de Cullera i va obtenir el Premi a la Millor Desfilada (amb el pasdoble "El abanico", d'Alfredo Javaloyes), a més d'una menció especial del jurat. Dos anys més tard, l'11 d'abril de 2010, la Banda va tornar a participar en el mateix certamen i es va endur el Primer Premi (amb l'obra de lliure elecció "Rebroll", de Salvador Brotons; i l'obligada, "Cançons de mare", de Rafael Talens).